# قربينة

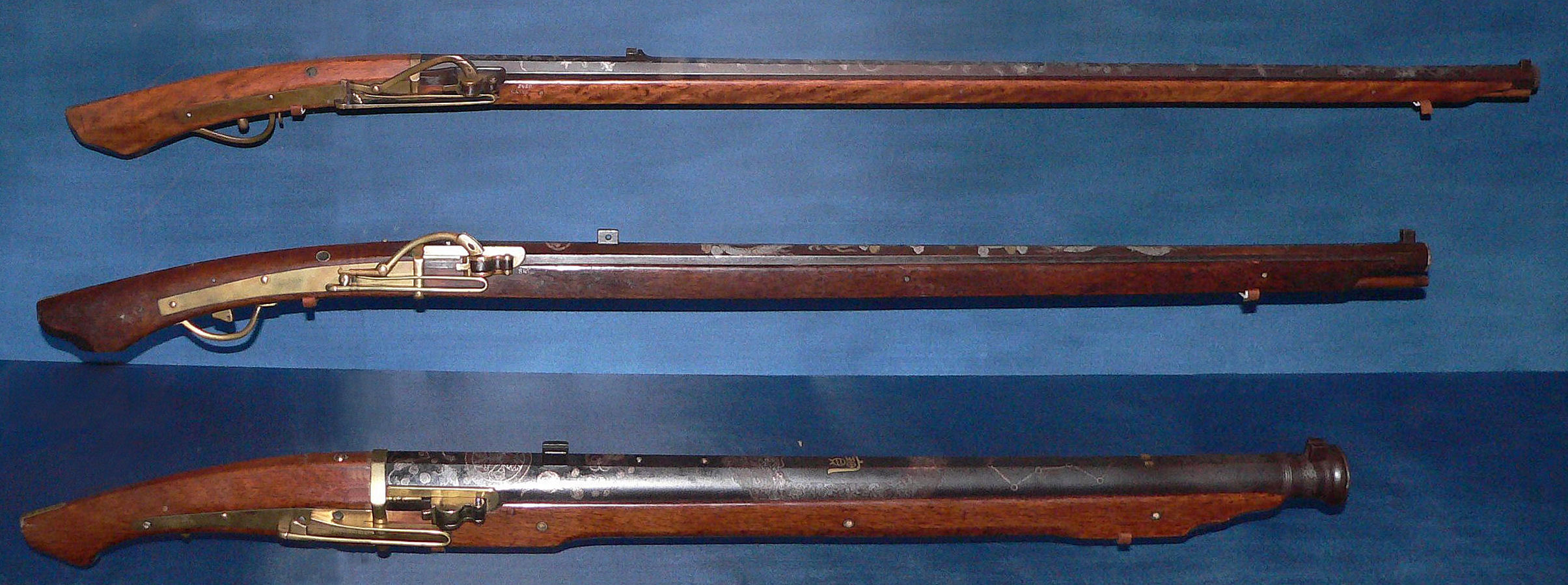
قربينات يابانية من فترة إيدو

القربينة (بالإنكليزية Arquebus) سلاح ناري مبكر يـُعبئ من الفوهة استخدم بين القرنين الخامس عشر إلى السابع عشر .
تتميـّز عن سابقها المدافع اليدوي بأن لها فتيل .
كخليفتها المسكيت (Musket) هي سلاح ناري أملس الماسورة، إلا أنها أخف وأسهل في الحمل ويتراوح عيارها بين 15 - 18 مم.
تعتبر سلف البندقية وغيرها من الأسلحة النارية بعيدة المدى .
الكاليفر هي نسخة محسنة من القربينة أنتجت أوائل القرن السادس عشر .
يمكن أن يعتبر أول سلاح ناري يمكن حمله نحو مماثل للبنادق الحالية معطياً بعض الدقة في التسديد .
المدى المؤثر محدود بحوالى 50 م بسبب ارتدات القذيفة الكروية على الجدران الماسورة الملساء معطية إيـّها مساراً غير دقيق.

## معرض صور

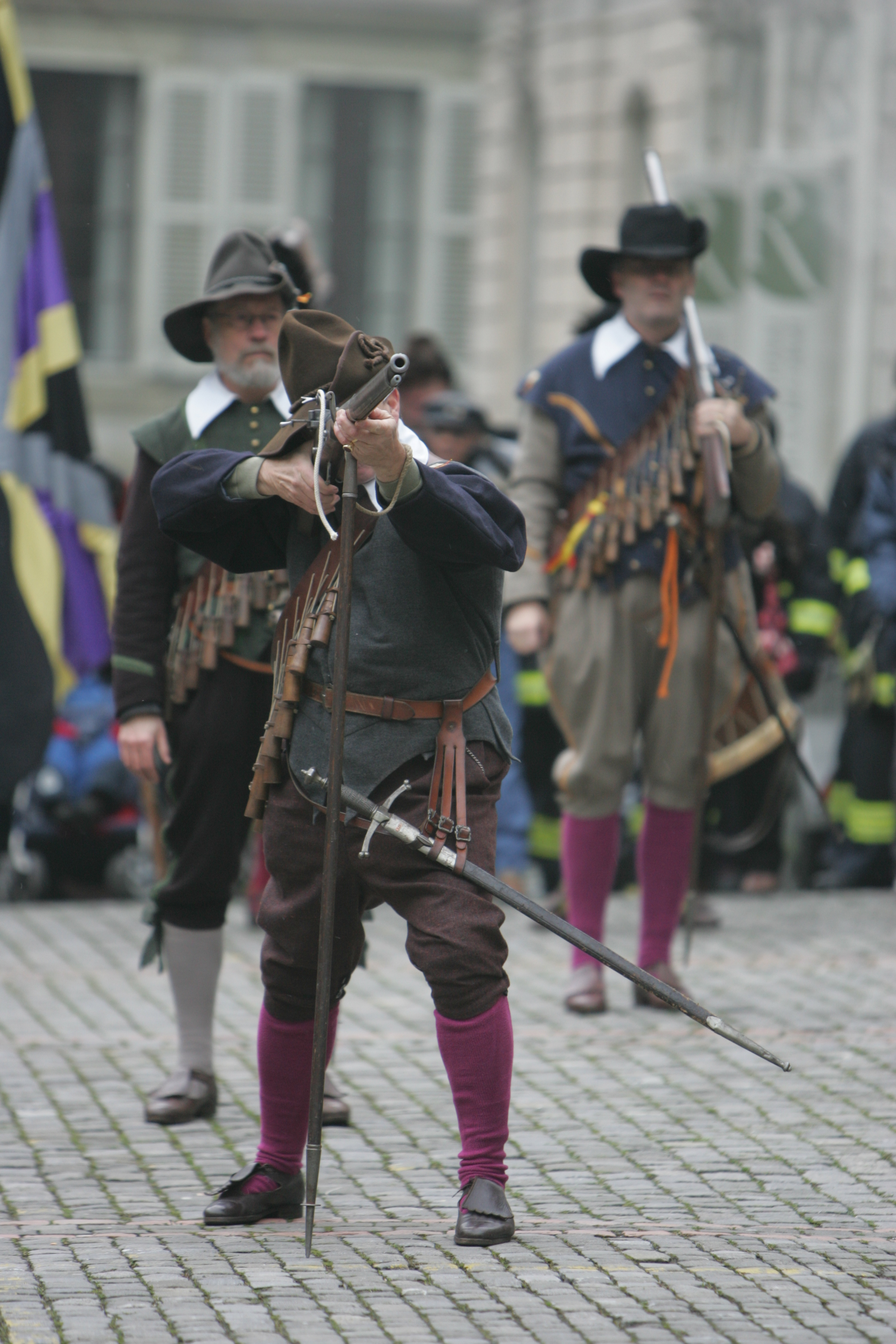
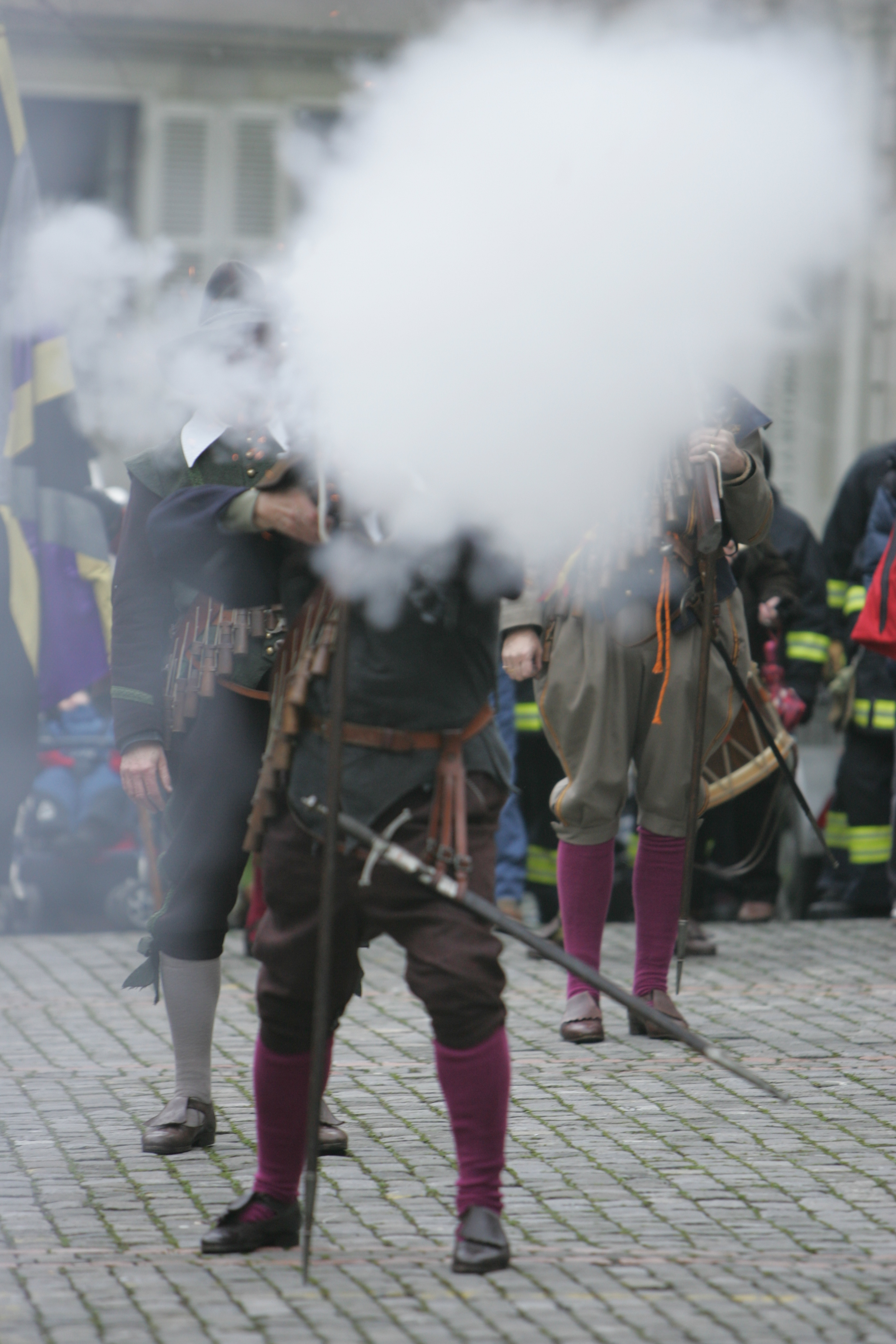
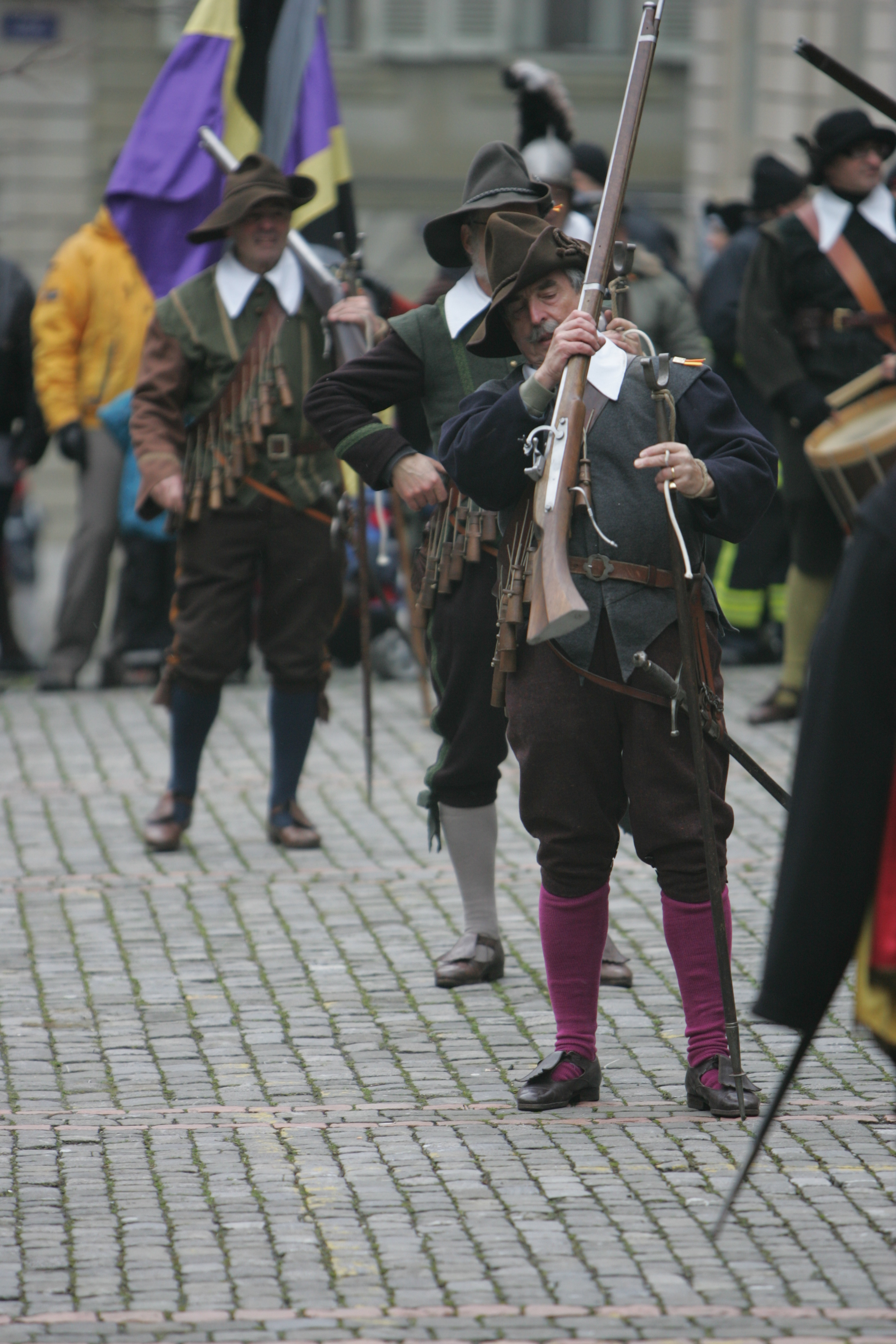
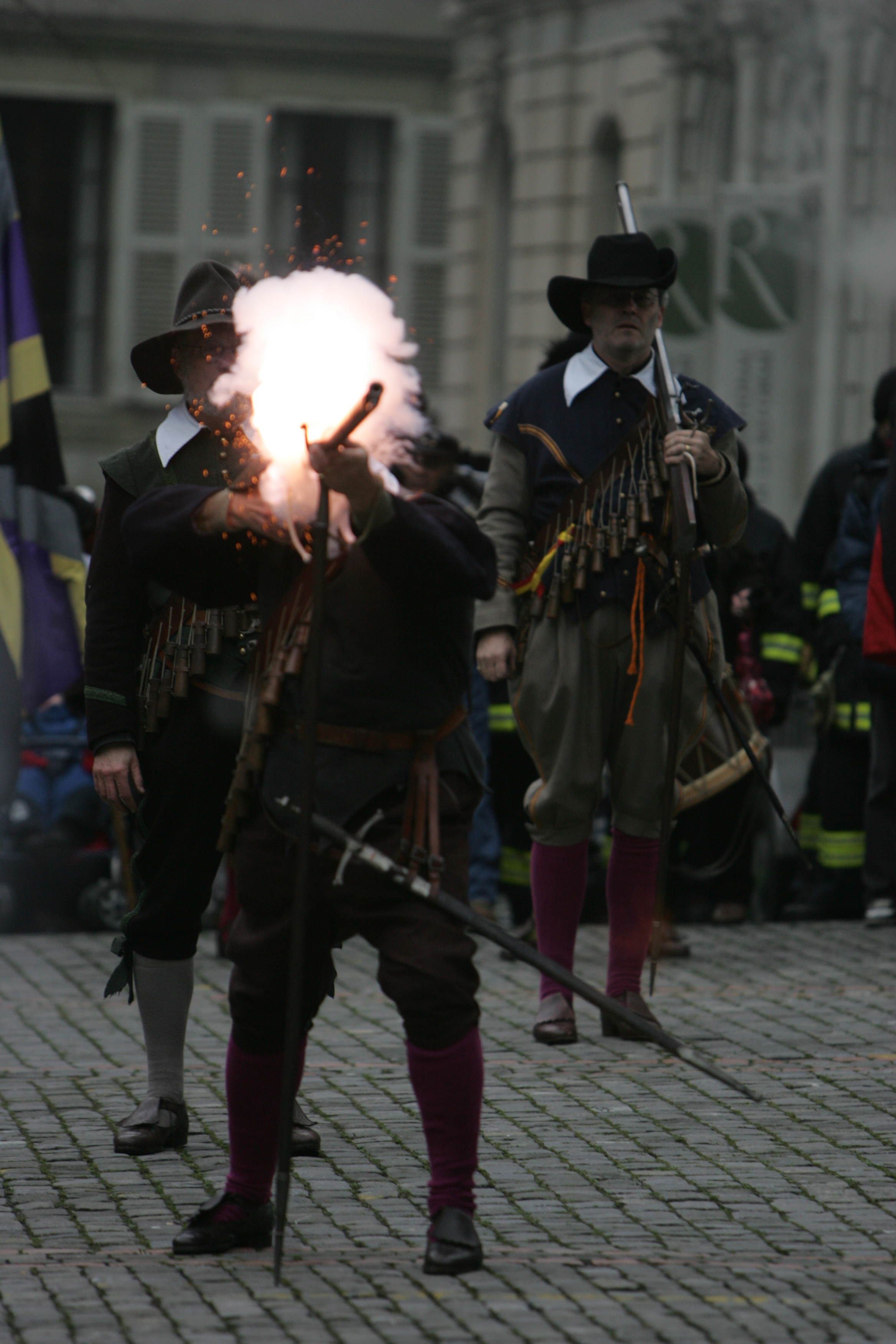